# Єрмоленко Володимир Анатолійович
Володимир Анатолійович Єрмо́ленко (нар. 18 березня 1980, Київ) — український філософ, есеїст, перекладач, доктор політичних студій (Школа високих студій суспільних наук: EHESS, Париж), кандидат філософських наук (Київ, 2009 р.), старший викладач (кафедри філософії, кафедри літературознавства та іноземних мов) Києво-Могилянської академії, експерт МГО «Інтерньюз-Україна», автор та ведучий програми «Громадське. СВІТ», аналітичного тижневика про міжнародну політику, головний редактор UkraineWorld.org.
Лауреат премії імені Юрія Шевельова за 2018 рік. Лауреат премії Петра Могили за 2021 рік. Президент Українського ПЕН з листопада 2022 року [16]. Голова Правління Міжнародного фонду "Відродження" з січня 2023 року. 

## Життєпис
Народився у родині філософів. Батько — Анатолій Миколайович Єрмоленко, директор Інституту філософії, мама — викладачка філософії у Київському політехнічному інституті. Свою першу філософську роботу, «Буддизм і культура Заходу», написав у 15 років для Малої академії наук.
У 2002 році закінчив НаУКМА, 2003 — Центрально-європейський університет (Будапешт). У 2011 році захистив докторську дисертацію в Школі вищих досліджень із суспільних наук (EHESS, Париж). Викладає у Києво-Могилянській академії.
Як редактор і перекладач брав участь у проекті видання українською мовою Європейського словника філософій в 5 томах.
2018 року книжка Єрмоленка «Плинні ідеології» була відзначена премією імені Юрія Шевельова, а також стала «Книжкою року-2018» в 2 номінаціях. 2021 року книжка Єрмоленка «Плинні ідеології» була відзначена премією Петра Могили.
З 2020 року разом з Тетяною Огарковою Володимир Єрмоленко започаткував подкаст Kult, присвячений визначальним епохам в історії культури та культовим авторам, які мали великий вплив на розвиток літератури й культури.

## Твори
Дебютна книжка Єрмоленка «Оповідач і філософ Вальтер Беньямін та його час» вийшла у 2011 році у видавництві «Критика» за підтримки Українського наукового інституту Гарвардського університету. Монографія присвячена творчості Вальтера Беньяміна — німецького письменника та філософа, соціолога, теоретика історії, естетика, мистецтвознавця і літературного критика, одного з найоригінальніших і найчільніших європейських інтелектуалів першої половини XX століття.
У 2015 році була видана друга книжка — збірка філософських есеїв «Далекі близькі». Основою текстів збірки стали лекції, які Єрмоленко читав у Києво-Могилянській академії в межах курсу з філософії літератури. У книжку увійшло 12 есеїв, більшість з яких публікувалися на сторінках часопису «Критика».
У 2017 році у «Видавництві Старого Лева» вийшов перший роман Володимира Єрмоленка — «Ловець океану: Історія Одіссея».
У 2018 році у видавництві «Дух і Літера» вийшла книга «Плинні ідеології. Ідеї та політика в Європі ХІХ–ХХ століть» — це детальна та несподівана історія ідей у Європі ХІХ-ХХ століть. Книга про те, як концепти і метафори, народжені в епоху Французької революції, продовжували жити в тоталітарних ідеологіях ХХ століття, як образи проходження через смерть, святого злочинця, жертви-месії, оновлювальної катастрофи живлять історії ідей останніх двох століть, надихаючи ідеологічних союзників та антиподів.
У 2023 році у «Видавництві Старого Лева» вийшов роман Володимира Єрмоленка — «Ерос і психея. Кохання і культура в Європі».

## Сім'я
Дружина Тетяна Огаркова, випускниця кафедри культурології НаУКМА (2002 рік) та старший викладач кафедри філології НаУКМА. Член дирекції Докторської школи та керівник програми з порівняльного літературознавства, доктор філологічних наук. Має трьох доньок.

## Основні публікації

### Книжки
- Оповідач і філософ: Вальтер Беньямін та його час / В. Єрмоленко. — Київ: Критика, 2011. — 280 с.
- Далекі близькі. Есеї з філософії та літератури / В. Єрмоленко. — Львів: Видавництво Старого Лева, 2015. — 304 с.
- Ловець океану: Історія Одіссея / В. Єрмоленко. — Львів: Видавництво Старого Лева, 2017. — 216 с.
- «Плинні ідеології. Ідеї та політика в Європі ХІХ–ХХ століть»/ В.Єрмоленко — К.: ДУХ I ЛІТЕРА, 2018. — 480 с.
- Ерос і психея. Кохання і культура в Європі / В. Єрмоленко. — Львів: Видавництво Старого Лева, 2023. — 496 с.

### Переклади
- Томас Гоббс. Левіафан, або Суть, будова і повноваження держави церковної та цивільної. Переклад з англійської: Ростислав Димерець, Володимир Єрмоленко, Наталія Іванова, Євген Мірошниченко, Тетяна Олійник; передмова та примітки: Тамара Польська та Віктор Малахов. К.: Дух і Літера, 2000. — 600 с. — ISBN 966-7888-04-5
- Вінтер Е. Раннє Просвітництво і християнство (Пер. з німецької Володимира Єрмоленка)  [Архівовано 26 січня 2018 у Wayback Machine.] // Релігійно-філософська думка в Києво-Могилянській академії: європейський контекст / гол. редкол. В. Горський. — К. : КМ Академія, 2002. — с. 287—310.

### Статті в часописі «Критика»
- Месмер і Фройд, або Медицина, що стає філософією 2012/4 (174)
- Ілюзії моралі 2012/1-2 (171—172)
- Тропік Леві-Строса 2009/11-12 (145—146)
- Родинна планета Чеслава Мілоша 2009/1-2 (135—136)
- Філософії життя і новий початок століття 2008/5 (127)
- Двадцяте століття Ричарда Рорті 2007/7-8 (117—118)
- Три обличчя відкритости 2005/7-8 (93-94)
- Місця пам'яті на європейських місцинах 2003/12 (74)

### Інші статті
1. Родинна планета Чеслава Мілоша // Критика. — № 1-2 (135—136). — 2009. — С. 21-22.
2. Автономія Орфея (рецензія на книгу А. Дністрового «Автономія Орфея») // Український журнал. — 4/2009 — Прага: Рута, 2009. — С. 58-59.
3. Орфей, Діоніс і мрії про регенерацію: філософсько-літературні сюжети ХІХ ст. / В.Єрмоленко // Людина в часі: філософські аспекти української літератури ХХ–ХХІ ст. Колективна монографія / за ред. В. Моренця. — К.: Унів. вид-во ПУЛЬСАРИ, 2010. — С. 54-75.
4. Єрмоленко В. Вальтер Беньямін та його речі: передмова / Володимир Єрмоленко // Беньямін Вальтер. До критики насильства. — К. : «Грані-Т», 2012. — С.7-18.
5. Єрмоленко В. Месмер і Фройд, або Медицина, що стає філософією / В. Єрмоленко // Критика. — № 4 (174). — 2012. — С. 30-35.
6. Єрмоленко В. Життя і смерть Ромена Ґарі [Електронний ресурс] / В. Єрмоленко // ЛітАкцент. — Режим доступу: http://litakcent.com/2012/04/05/zhyttja-i-smert-romena-gari/
7. Єрмоленко В. Невидимий Флобер // ЛітАкцент. — Режим доступу : http://litakcent.com/2012/01/31/nevydymyj-flober/ [Архівовано 15 квітня 2015 у Wayback Machine.]
8. Єрмоленко В. Відвертість зла // Historians.in.ua. — 10 вересня. — 2012. — Режим достопу : http://historians.in.ua/index.php/avtorska-kolonka/367-volodymyr-yermolenko-vidvertist-zla [Архівовано 8 травня 2015 у Wayback Machine.]
9. Єрмоленко В. Море як філософія (Жуль Мішле та метафора ренесансу) [Електронний ресурс] / В.Єрмоленко // Historians.in.ua. — 30 квітня. — 2012 : режим доступу : http://historians.in.ua/index.php/avtorska-kolonka/241-volodymyr-yermolenko-more-iak-filosofiia [Архівовано 9 травня 2012 у Wayback Machine.]
10. Єрмоленко В. Німе кіно (БенжаменФондан) // Historians.in.ua. — 5 березня. — 2012. : Режим доступу : http://historians.in.ua/index.php/avtorska-kolonka/164-volodymyr-yermolenko-nime-kino [Архівовано 11 березня 2012 у Wayback Machine.]
11. Єрмоленко В. Ролан Барт, останні роки // Коридор. — 18 вересня. — 2012 : Режим доступу : https://web.archive.org/web/20121029030619/http://korydor.in.ua/blogs/1183-rolan-bart-ostanni-roki
12. Єрмоленко В. Невидиме (Джозеф Конрад та Ромен Ґарі) [Електронний ресурс] / В. Єрмоленко // Коридор. — 31 травня. — 2012. : Режим доступу: http://korydor.in.ua/blogs/1074-nevidime%5Bнедоступне+посилання+з+червня+2019%5D
13. Єрмоленко В. Дружба: дві історії (Ґюстав Флобер і Шарль Пеґі) / В. Єрмоленко KORYDOR. — 28 березня. — 2012. : Режим доступу : http://korydor.in.ua/blogs/988-druzhba-dvi-istoriji%5Bнедоступне+посилання+з+червня+2019%5D
14. Єрмоленко В. Казанова, ввічливість і Жан-Жак Руссо // KORYDOR. — 13 березня 2012. : Режим доступу : http://korydor.in.ua/blogs/965-kazanova-vvichlivist-i-zhan-zhak-russo%5Bнедоступне+посилання+з+червня+2019%5D
15. Єрмоленко В. Тільки радість (Гофман та Ніцше)// KORYDOR. — 30 листопада. — 2012 : Режим доступу : https://web.archive.org/web/20130521004516/http://korydor.in.ua/blogs/1256-tilky-radist

## Громадська позиція
У червні 2018 підтримав відкритий лист діячів культури, політиків і правозахисників із закликом до світових лідерів виступити на захист ув'язненого у Росії українського режисера Олега Сенцова й інших політв'язнів.
Член Українського ПЕН.